# I без крапки
I, ı (I без крапки) — літера розширеної латинки. Використовується в турецькому, азербайджанському, казахському латинському та кримськотатарському латинському алфавітах; позначає звук [ɯ], подібний до української «и».
У цих алфавітах I без крапки протиставляється I з крапкою (İ, i), яка позначає звук, подібний до української «і», яка зберігає крапку в великому написанні.
На відміну від більшості латинських мов, де малим еквівалентом I (без крапки) є i (з крапкою), турецька, азербайджанська та кримськотатарська використовують пару I — ı для звуку [ɯ] (і пари İ — i для звуку [i]).

## Історія
Історично літера I не мала крапки; в Середньовіччі почала з'являтися точка над рядковою I для поліпшення розбірливості тексту. Таким чином, I з точкою та I без точки спочатку були графічними варіантами. Це поширене явище, наприклад, у старій ірландській орфографії.
В 1928 році у Туреччині була запроваджена латиниця замість старого арабського письма; в цьому новому алфавіті вперше з'явилося протиставлення І з крапкою та І без крапки.
Коли в 1990-х роках деякі тюркські мови почали переходити на латинську абетку замість кириличної, сучасна турецька латиниця стала важливим орієнтиром. Таким чином, ця літера також використовується в азербайджанській, кримськотатарській, гагаузькій, казахській та татарській мовах.